# Carterornis pileatus
Carterornis pileatus là một loài chim trong họ Monarchidae.